# 劉國
刘，出土金文作畱，东周时期畿內诸侯国之一，位于今河南省洛阳市偃师区缑氏镇一带。始封于周定王时期，前几代国君相继为周王室所重用，颇具地位、声望。后因卷入晋国六卿内战而失势。亡于贞定王时期，存续约一百五十年。

## 历史
大约不早于周定王八年（前599年），周定王封弟弟王季子于缑氏山一带的刘邑（劉累故地），是为刘国。1984年，在偃师县缑氏镇浏河、涧河汇合处发现刘国故城遗址。南宋郑樵《通志》误认为“王季子”是“王季之子”，误以为刘国始封于西周初年。
刘国前几代国君相继为周王室所重用，常参与接待使者、出使各国、组织会盟、征讨外敌。在周景王继承人问题引发的王室内战中，刘国国君也扮演重要角色。
刘氏与晋国六卿中的范氏世代联姻。周大夫苌弘曾侍奉刘文公，推动周王室在晋国六卿内战中支持范氏。周敬王二十八年（前492年），晋国正卿赵简子责问周王室，敬王杀苌弘以安抚。受此牵连，刘国逐渐沦为一般小国。至周貞定王时（前468—前441年），刘国灭亡。

## 国君
刘国前五世国君的信息见于《左传》，后续国君的信息不详。
| 国君   | 私名及其他称谓   | 世系关系   | 首见于《左传》之年份      | 卒年                      |
| ------ | ---------------- | ---------- | ------------------------- | ------------------------- |
| 刘康公 | 召[3]、王季子    |            | 魯宣公十年（前599年）     |                           |
| 刘定公 | 夏               | 康公之子   | 魯襄公十四年（前559年）   |                           |
| 刘献公 | 挚               | 定公之子   | 魯昭公十二年（前530年）   | 魯昭公二十二年（前520年） |
| 刘文公 | 狄、卷、蚠、伯蚠 | 献公之庶子 | 魯昭公二十二年（前520年） | 魯定公四年（前506年）     |
| 刘桓公 |                  | 文公之子   | 魯定公七年（前509年）     |                           |